# Tarantass

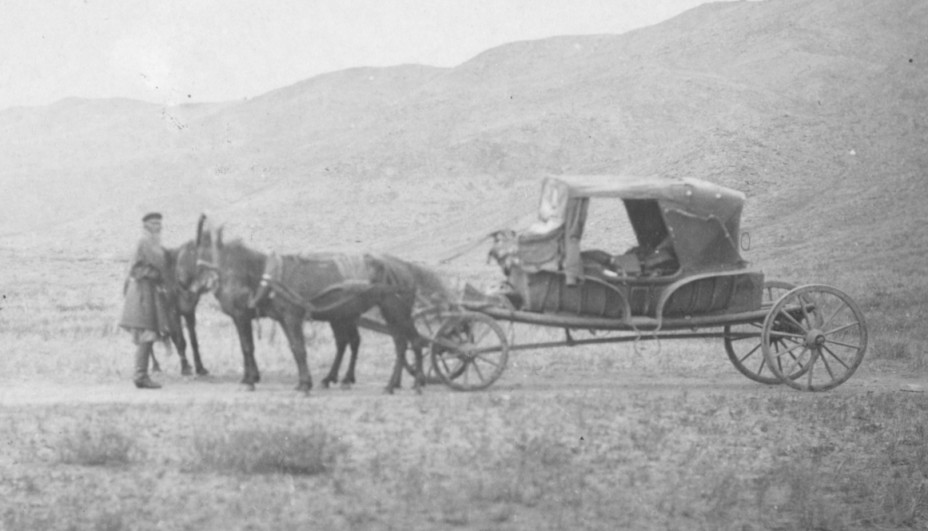
Un tarantass en Sibérie, ca 1885, photographie de George Kennan

Le tarantass est une voiture hippomobile qui était utilisée en Russie. On trouve parfois l'orthographe tarentass.

## Caractéristiques
C'est une voiture ouverte, comportant une banquette à deux ou trois places protégée par une capote, un siège pour le cocher, quatre roues à très grand écartement, tirée par trois chevaux attelés en troïka (le limonier, entre les brancards, va au trot, tandis que les bricoliers, de chaque côté, sont au galop). Les deux essieux sont reliés par deux longues flèches relativement souples, de trois à quatre mètres cinquante de long, qui assurent un rôle minimum de suspension. Une sorte de tablier en cuir peut fermer l'avant de la caisse pour protéger les voyageurs des intempéries. Par temps de neige, les roues peuvent être déposées et la caisse est alors placée sur un traîneau. Le tarantass est l'un des moyens de déplacement de Michel Strogoff dans le roman de Jules Verne de ce nom.
« Ce n'est pas que ce dernier véhicule soit le dernier mot du progrès de l'industrie carrossière. Les ressorts lui manquent aussi bien qu'à la télègue ; le bois, à défaut du fer, n'y est pas épargné ; mais ses quatre roues, écartées de huit à neuf pieds à l'extrémité de chaque essieu, lui assurent un certain équilibre sur des routes cahoteuses et trop souvent dénivelées. Un garde-crotte protège ses voyageurs contre les boues du chemin, et une forte capote de cuir, pouvant se rabaisser et se fermer presque hermétiquement, en rend l'occupation moins désagréable par les grandes chaleurs et les violentes bourrasques de l'été. Le tarentass est d'ailleurs aussi solide, aussi facile à réparer que la télègue, et, d'autre part, il est moins sujet à laisser son train d'arrière en détresse sur les grands chemins. » Jules Verne, Michel Strogoff.
La télègue, ou téléga, du russe Телега (telega), est un chariot du même type, construit entièrement en bois.

## Sources
Joseph Jobé, Au temps des cochers, Lausanne, Edita-Lazarus, 1976.  (ISBN 2-88001-019-5)